# 大維利尚卡
50°4′7″N 30°26′2″E / 50.06861°N 30.43389°E
大維利尚卡（烏克蘭語：Велика Вільшанка）是位於烏克蘭北部的村莊，由基辅州奧布希夫區的瓦西利基夫市鎮負責管轄。該村始建於1762年，面積0.04平方公里，2001年人口979，人口密度每平方公里23,330人。